# Cour suprême de Maurice
La Cour suprême de Maurice est la plus haute juridiction de Maurice et elle est la dernière cour d'appel du système judiciaire mauricien. Elle est créée sous sa forme actuelle en 1850, en remplacement de la Cour d'Appel créée en 1808 sous l'administration française et a un siège permanent à Port Louis. Il existe un droit d'appel de la Cour suprême de Maurice directement auprès du Comité judiciaire du Conseil privé à Londres. Le Comité judiciaire du Conseil privé (JCPC) est la cour d'appel finale de Maurice,.
Le 30 juillet 2020, un nouveau bâtiment abritant la Cour suprême est inauguré conjointement par le Premier ministre indien Narendra Modi et le Premier ministre mauricien Pravind Jugnauth.
Le juge en chef est le chef du tribunal et a préséance sur tous les autres juges de la république. Le juge en chef est le deuxième en ligne (après le vice-président) pour succéder au président en cas de destitution, de décès ou de démission jusqu'à ce qu'un nouveau président soit élu. Le président de la Cour suprême est également le cinquième dans l'ordre de préséance après le président, le premier ministre, le vice-président et le vice-premier ministre. Depuis 2021, le président de la Cour suprême est Rehana Bibi Mungly-Gulbul, la première femme à occuper ce poste. Elle a été nommée le 18 novembre 2021, succédant à Ashraf Caunhye. Les principales divisions de la Cour suprême sont la division de la famille, la division commerciale, la Master's Court, la division de la médiation, la division pénale, la cour d'appel civile et la cour d'appel pénale. Le Comité judiciaire du Conseil privé est la dernière cour d'appel à Maurice,.

## Histoire
Le système juridique moderne de Maurice est un amalgame du droit civil français et de la common law, tandis que les procédures civiles et pénales s'inspirent des pratiques britanniques. La Cour suprême est la plus haute cour de justice et les cours inférieures sont la Cour de procédure pénale et la Cour de procédure civile. La langue officielle utilisée à la Cour suprême est l'anglais.

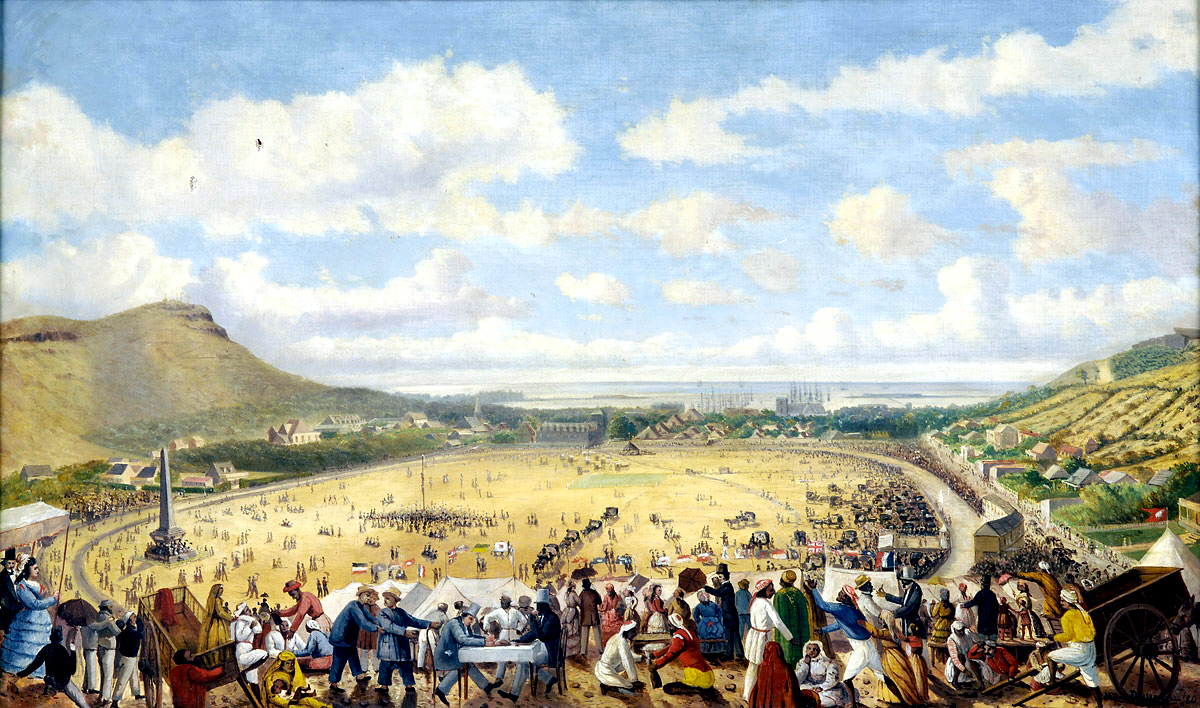
Champ de Mars, Port-Louis, 1880

En 1507, des marins portugais viennent sur l'île inhabitée et établissent une base de visite. Diogo Fernandes Pereira, un navigateur portugais, est le premier Européen connu à débarquer à Maurice. Il nomme l'île "Ilha do Cirne". Les Portugais ne restent pas longtemps car ils ne s'intéressent pas à ces îles. En 1598, un escadron néerlandais dirigé par l'amiral Wybrand Van Warwyck débarque à Grand Port et nomme l'île "Maurice" en l'honneur du prince Maurice van Nassau de la République néerlandaise, le dirigeant de son pays. La France, qui contrôle déjà l'île voisine Bourbon (aujourd'hui la Réunion ), prend le contrôle de l'île Maurice en 1715 et la rebaptise Isle de France. De 1767 à 1810, à l'exception d'une brève période pendant la Révolution française où les habitants mettent en place un gouvernement pratiquement indépendant de la France, l'île est contrôlée par des fonctionnaires nommés par le gouvernement français. Un code pénal est publié en 1791 et adopté par l'Assemblée coloniale en 1793, tandis qu'un code civil distinct est promulgué le 3 septembre 1807. La Cour suprême est créée en tant qu'organe suprême composé du Premier ministre, du président, de trois juges, de quatre greffiers et d'un commissaire du gouvernement, où l'appel des Seychelles voisines était également autorisé,.
Malgré la victoire de la bataille de Grand Port, la seule victoire navale française sur les Britanniques au cours de ces guerres, les Français ne peuvent empêcher les Britanniques de débarquer à Cap Malheureux en 1810. Ils rendent officiellement l'île le cinquième jour de l'invasion, le 3 décembre 1810, à des conditions permettant aux colons de conserver leurs terres et leurs biens et d'utiliser la langue française et la loi française en matière pénale et civile. Sous la domination britannique, le nom de l'île est revenu à Maurice. La règle britannique établit un système à deux niveaux où la justice peut avoir un appel plus élevé au sein du conseil de la majesté. En 1851, après de nombreux changements dans les lois sur l'administration judiciaire, la Cour suprême est créée en tant qu'organe d'appel, ce qui en fait à nouveau une juridiction à un seul niveau. Un tribunal des cautionnements est ensuite créé avec un juge de la Cour suprême disposant d'un droit d'appel, ce qui en fait un système à deux niveaux.

## Composition
La Cour suprême est composée d'un juge en chef, d'un juge puîné principal et d'un certain nombre de juges puînés, comme prescrit par le Parlement mauricien. En 2014, il y avait 17 juges puînés. Le juge en chef est nommé par le président en consultation avec le Premier ministre, le juge puîné principal agissant conformément à l'avis du juge en chef et les juges puînés agissant conformément à l'avis de la Commission des services judiciaires et juridiques comme indiqué à l'article 77 de la Constitution. Pour être juge en chef de la Cour suprême de Maurice, il faut avoir exercé la profession d'avocat pendant au moins cinq ans et être habilité à exercer devant la Cour suprême, conformément à l'article 77(4) de la Constitution. Les juges de la Cour suprême exercent leurs fonctions jusqu'à l'âge de la retraite (62 ans). Un juge peut être mis en accusation pour incapacité à exercer les fonctions de sa charge ou pour mauvaise conduite. Il est démis de ses fonctions par le président sur la base de l'avis de révocation émis par la commission judiciaire dépêchée par le président de la Cour suprême .

## Juridiction

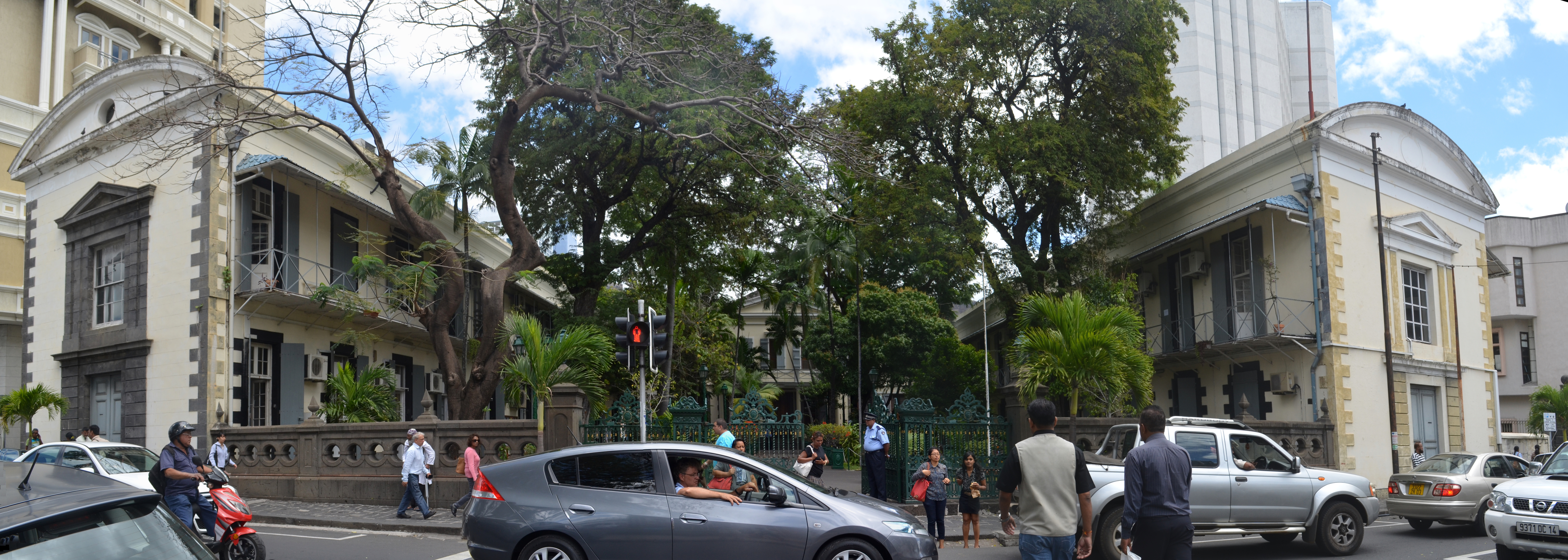
Bâtiment de la Cour suprême à Port Louis

La Cour suprême a une compétence illimitée pour entendre et juger toute procédure civile ou pénale en vertu d'une loi autre qu'une loi disciplinaire, ainsi que la compétence et les pouvoirs qui peuvent lui être conférés par la Constitution ou toute autre loi. C'est une cour supérieure d'archives et la principale juridiction civile et pénale de première instance. Elle exerce un pouvoir général de contrôle sur tous les tribunaux de district, intermédiaires et industriels, ainsi que sur d'autres tribunaux spéciaux .
La Cour suprême est également une cour d'équité investie des pouvoirs, de l'autorité et de la compétence nécessaires pour administrer la justice et accomplir tous les actes nécessaires à l'exécution de cette juridiction équitable, dans tous les cas où aucun recours légal n'est prévu par un texte. L'article 83 de la Constitution prévoit que la Cour suprême est compétente en première instance pour l'interprétation de la Constitution. Elle a le pouvoir et la compétence d'entendre et de juger toute plainte de nature disciplinaire concernant la conduite professionnelle d'un juriste ou d'un officier ministériel, y compris un arpenteur-géomètre. De plus, la Cour suprême a compétence exclusive en matière de contrôle juridictionnel et a les mêmes pouvoirs que la Haute Cour d'Angleterre.
La Cour suprême a plein pouvoir et compétence pour entendre et juger tous les appels, qu'ils soient civils ou pénaux, formés devant la Cour par : un juge dans l'exercice de sa compétence initiale, la Bankruptcy Division, le Maitre de requêtes et greffier, l'Intermediate Court, l'Industrial Court, un Magistrate, tout autre tribunal ou organe établi en vertu d'une autre loi Les appels sont entendus devant au moins deux juges .

## Divisions de la Cour suprême
La chambre de la famille de la Cour suprême a été créée en janvier 2008 et gère toutes les affaires liées à la famille, telles que le divorce, la séparation de corps, les pensions alimentaires, la garde ou la tutelle des mineurs. La chambre commerciale de la Cour suprême, créée en 2009, gère toutes les affaires liées aux entreprises, aux litiges, aux marques, aux échanges, aux affaires offshore et aux brevets. Le Master's Court administre les dispositions relatives à l'héritier légal des lois mauriciennes. La chambre de médiation statue sur toutes les affaires civiles, les actions ou les causes d'accord commun. La Cour d'appel civile est une division de la Cour suprême et est composée des juges de la Cour suprême présidée par le Chief Justice ou le Senior Puisne Judge. La Cour d'appel pénale est une division de la Cour suprême et est dûment constituée de trois juges présidés par le Chief Justice ou le Senior Puisne Judge. Une personne condamnée par la Cour suprême peut faire appel de sa condamnation ou de sa peine en vertu de la loi sur l'appel pénal (Criminal Appeal Act). Le Conseil judiciaire est la dernière cour d'appel pour les questions d'interprétation de la Constitution, les litiges d'une valeur supérieure à 10 000 euros, les dispositions finales de l'article 17 de la Constitution et les questions d'importance publique, selon les instructions de la Cour suprême. La Cour suprême administre également tous les tribunaux intermédiaires, les tribunaux industriels et les tribunaux de district.
Le Master and Registrar est un fonctionnaire de la Cour suprême et doit être un avocat ayant au moins 5 ans d'ancienneté. Ses fonctions consistent à taxer les coûts, à conduire et à gérer les ventes judiciaires, l'homologation des testaments et les questions qui y sont liées, les interdictions et les examens locaux et à traiter les questions d'audit, d'enquête et de comptabilité et, d'une manière générale, toutes les questions qui peuvent lui être soumises par le Chief Justice ou les juges. Le Master est assisté d'un Deputy Master. Le secrétaire du Chief Justice dispose d'un ensemble d'agents administratifs et techniques. Le greffier en chef dispose d'un ensemble de greffiers en chef et de gestionnaires pour chacune des divisions et sections de la Cour suprême.

## Statistiques
En 2014, un total de 8 594 affaires étaient pendantes devant la Cour suprême de Maurice. Le nombre d'affaires avant l'affaire a diminué de 1 % en 2014 par rapport à 2013, tandis que le nombre d'affaires réglées a augmenté de 32 %. Le nombre d'infractions pénales condamnées devant la chambre criminelle de la Cour suprême a augmenté de 8 % en 2014 .

## Juges en chef de Maurice
| Maurice britannique                 |                                   |
| George Smith                        | 30 octobre 1814–                  |
| Edward Berens Blackburn             | 10 janvier 1824-1835              |
| Jacques Wilson                      | 1er octobre 1835–                 |
| Stevenson Villiers Surtees          | 1857 (par intérim)                |
| J Edward Romono                     | 1858 (par intérim)                |
| Charles Farquhar Shand              | 30 mai 1860                       |
| Nicolas Gustave Bestel              | 1878 (par intérim)                |
| Adam Gib Ellis                      | 1er septembre 1879–               |
| Eugène P.J. Leclézio                | 22 novembre 1883–                 |
| Francis Taylor Piggot               | 7 avril 1895 (par intérim)        |
| Eugène P.J. Leclézio                | 25 mai 1895-1897                  |
| Louis-Victor Delafaye               | 30 avril 1898–                    |
| F.C. Moncrieff                      | 16 février 1900 (par intérim)     |
| Ernest Didier St Amand              | 24 avril 1900 (par intérim)       |
| Richard Myles Brown                 | 31 août 1906 (par intérim)        |
| Louis-Arthur Thibaud                | 5 octobre 1908 (par intérim)      |
| Richard Myles Brown                 | 23 octobre 1908 (par intérim)     |
| Furcy Alfred Herchenröder           | 2 septembre 1912 (par intérim)    |
| Monsieur Louis-Victor Delafaye      | 12 novembre 1912-31 décembre 1912 |
| Furcy Alfred Herchenröder           | 1er janvier 1913-1916             |
| Thomas Roseby (en)                  | 1917-1929                         |
| Philip Bertie Petrides (en)         | 1930-1935                         |
| Justin Louis Devaux                 | 1940-1943                         |
| Charlton Lane                       | – ch. 1945                        |
| Rampersad Neerunjun                 | c. 1960–                          |
| Michel Rivalland                    | 1967-1970                         |
| Maurice                             |                                   |
| Michel Rivalland                    | 1967-1970                         |
| Jean François Maurice Latour Adrien | 1970-1977                         |
| Henry Garrioch (en)                 | 1977-1978                         |
| Maurice Rault                       | 1978-1982                         |
| Cassam Moollan                      | 1982–1988                         |
| Victor Joseph Patrick Glover        | 1988–1994                         |
| Rajsoomer Lallah                    | 1995–1995                         |
| Ariranga Pillay                     | 1996–2007                         |
| Y.K.J. Yeung Sik Yuen               | 2007–2013                         |
| Kheshoe Parsad Matadeen             | 2013–2019                         |
| Marc FranceEddy Balancy             | 26 mars 2019 – 5 mai 2020         |
| Ashraf Caunhye                      | 6 mai 2020 – 17 novembre 2021     |
| Rehana Mungly-Gulbul                | 18 novembre 2021 - présent        |